# Sasaki (Klan)
Die Sasaki (japanisch 佐々木氏, Sasaki-shi) waren eine Familie des Schwertadels, die sich von Minamoto no Masanobu (Uda-Genji), Enkel des Kaisers Uda, ableitete.

## Genealogie

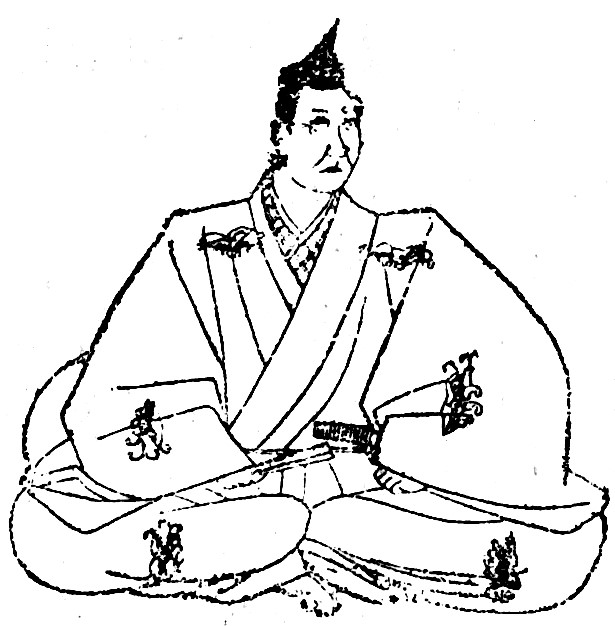
Sasaki Takatsuna

- Nariyori (成頼), Enkel Masanobus, war der erste, der von seinem Lehen[A 1] im Bezirk Gamō in der Provinz Ōmi den Familiennamen Sasaki übernahm.
- Hideyoshi (秀義; 1112–1184), ein Nachkomme Nariyoris, wurde von Minamoto no Tameyoshi (源 為義; 1096–1156) adoptiert, als er 13 Jahre alt war. Später heiratete er dessen Tochter. Während der Hōgen-Rebellion 1156 kämpfte er unter Minamoto no Yoshitomo (源 義朝; 1123–1160) und belagerte den Palast des Kaiser Shirakawa. Während der Heiji-Rebellion 1159 unterstützte er Minamoto no Yoshihira (源 義平; 1140–1160) und half ihm so, Taira no Shigemori (1138–1179) zu widerstehen. Aber nach dem Tode Yoshitomos musste er fliehen. Er beabsichtigte, Fujiwara no Hidehira (藤原 秀衡; 1122?–1187) um Schutz in der Provinz Mutsu zu bitten, hielt aber in Shibuya (Provinz Sagami) an. Dessen Herr Shibuya Shigekuni (渋谷 重国) gab ihm seine Tochter zur Frau, die dann Mutter von Yoshikiyo[A 2] wurde. Hideyoshi blieb an dem Ort zwanzig Jahre lang, und als Minamoto no Yoritomo sich gegen die Taira erhob, stellte er sich 1180 mit seinen vier Söhnen auf dessen Seite. Er fiel im Kampf bei Aburahi[A 3] (Provinz Ōmi) während einer Kampagne gegen die Überreste der Taira von Iga und Ise.[1]
- Sadatsuna (定綱; 1142–1205), ältester Sohn von Hideyoshi und der Tochter Tameyoshis, nahm unter Yoritomo an den Kämpfen teil. Auf Anweisung von Hōjō no Tokimasa griff er den Gouverneur der Provinz Izu, Taira no Kanetaka, an und besiegte ihn. Nach der Schlacht von Ishibashiyama im Jahr 1181 suchte er Schutz bei Shigekuni in Shibuya, wo er längere Zeit mit seinem Vater lebte. Als Yoritomo Satake Hideyoshi (佐竹 秀義) angriff, schloss sich Sadatsuna bei der Belagerung der Burg Kanasa (金砂城 -jō) in der Provinz Hitachi ihm an. Als Belohnung erhielt er wieder Sasaki in der Provinz Ōmi, das seinem Vater abgenommen worden war. Er erhielt dazu die ganze Provinz als Shugo (Militärgouverneur), die seine Nachkommen über mehr als 300 Jahre behielten. Als Folge einer Auseinandersetzung um den Hie-Schrein wurde er in die Provinz Satsuma verbannt, aber nach vier Jahren wieder zurückgerufen. Er war zudem Shugo von Nagato, Iwami und Oki.[2] – Sadatsuna ist der Vorfahre der Familien Rokkaku, Kuroda, Kutsuki, Kyōgoku und Amako.
- Tsunetaka (経高; † 1221), zweiter Sohn Hideyoshis und im Gegensatz zu den anderen Söhnen einer Frau aus der Utsunomiya-Familie, wurde für seine Verdienste zum Shugo von Awaji, Awa und Tosa ernannt, die ihm das Shogunat jedoch 1200 wegen Verfehlungen wieder entzog. Danach wurde er kurzzeitig Mönch unter dem Namen Keiren (経蓮) und wechselte auf die Seite des Kaisers, indem er 1203 auf Befehl des Kaisers aufständische Mönche des Enryaku-ji angriff und sich während der Jōkyū-Rebellion 1221 auf dessen Seite stellte. Nach der Niederlage der kaiserlichen Seite wurde er von Hōjō Yasutoki (1183–1248) verschont, beging aber Selbstmord.[3]
- Moritsuna (盛綱; * 1151), dritter Sohn Hideyoshis, nahm an der Seite von Yoritomo an den Kämpfen gegen die Taira teil. Dann begleitete er Minamoto no Noriyori (源 範頼; 1156–1193) auf seiner Expedition in Richtung Westen. Als die Minamoto Fujito (藤戸) erreichten, fanden sie Taira no Yukimori (平 行盛; † 1185) eingeschlossen auf der Halbinsel Kojima in der Provinz Bizen. Moritsuna fand eine Furt, sprengte voraus, worauf seine Samurai ihm folgten. So gewann er die Schlacht im Jahr 1185. Als Belohnung erhielt er das Gebiet von Kojima sowie die Titel Echigo no shugo und Iyo no shugo. Nach dem Tode Yoritomos schor er sein Haupt (d. h. wurde Mönch) und nannte sich Sainen (西念). Später kehrte er wieder auf die politische Bühne zurück, als er 1201 Jō Sukemori (城 資盛) in der Provinz Kōzuke besiegte und war 1205 an der Unterwerfung des Kyōto Shugo Hiraga Tomomasa beteiligt.[4]
- Takatsuna (高綱; † 1214), vierter Sohn Hideyoshis, war ein wichtiger Begleiter in Minamoto no Noriyoris Feldzug gegen Kiso Yoshinaka.[5] Im Jahr 1184 kam es bei der Schlacht von Ujigawa zu einem oft rezipierten freundschaftlichen Wettstreit mit Kajiwara Kagesue, wer den ersten Angriff führen darf.[5] Er wurde zum Shugo der Provinzen Nagato und Bizen ernannt.[5] 1195 schor er sein Haupt, nannte sich Saikyū (西入) und zog sich in das Kloster Kōya zurück. Nach einigen Quellen soll er unter dem Ordensnamen Ryōchi (了智) ein Schüler des Gründers der Jōdo-Shinshū, Shinran, gewesen sein.[5]
- Nobutsuna (信綱; † 1242), Sadatsunas Sohn, kämpfte während der Jōkyū-Rebellion 1221 auf der Seite Hōjō no Yasutokis, dessen Schwester seine Nobutsunas Frau war. Nachdem sein älterer Bruder Hirotsuna (広綱), der auf der gegnerischen Seite stand hingerichtet wurde, übernahm Nobutsuna dessen Titel als Shugo von Ōmi. 1227 wurde er zum Kebiishi ernannt und erhielt 1231 den Ehrentitel eines Ōmi no kami. Er zog sich schließlich auch in das Kloster Kōya zurück unter dem Ordensnamen 虚仮.[6]
- Yasutsuna (泰綱; 1213–1276), Nobutsunas Sohn, ist der Vorfahre der Rokkaku. Er war Kebiishi und hatte den Ehrentitel eines Iki no kami.[7]
- Takauji (高氏; 1306–1373), Nachkomme Sadatsunas, diente Hōjō Takatoki und dann Shōgun Ashikaga Takauji. Er beteiligte sich 1348 an der Schlacht von Shijō-nawate gegen Kusunoki Masatsura (楠木 正行; 1326–1348), unterstützte Ashikaga Yoshiakira, sowie die Feldzüge gegen den Südhof. Für seine Verdienste wurde er zum Shugo von Kazusa, Ōmi, Izumo, Oki und Hida ernannt.[8] Takauji war bewandt in Renga (Kettendichtung), Teezeremonie und Ikebana und zeigte dies auch gern, weswegen er als „ausschweifender Daimyō“ (婆娑羅大名 basara daimyō) bezeichnet wurde. Er ist zudem unter seinem Ordensnamen Dōyo (道誉/導誉) bekannt.[9] Takauji ist der Vorfahre der Kyōgoku und der Amako.